# Puerto de la Morcuera
El puerto de la Morcuera es un paso de montaña a 1776 m s. n. m., situado en la sierra de Guadarrama perteneciente al sistema Central, dentro de la Comunidad de Madrid (España).

## Acceso

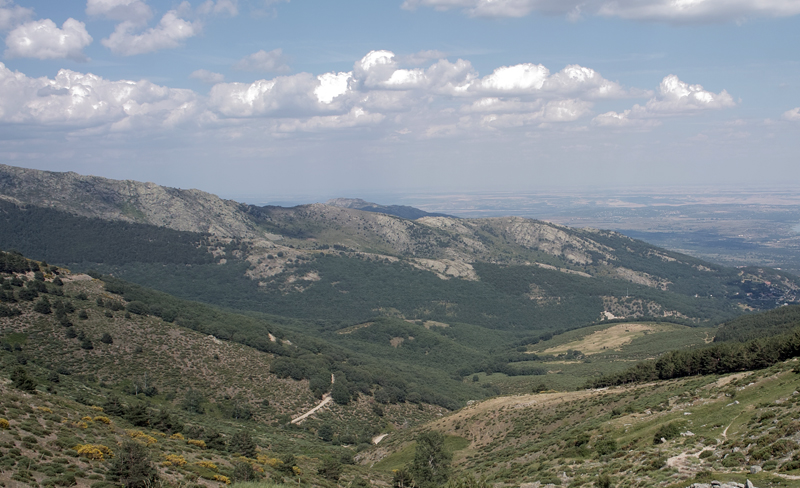
Vistas hacia el sur desde el puerto de la Morcuera.

El puerto es atravesado por la carretera M-611, que discurre entre las localidades de Miraflores de la Sierra y Rascafría, que se encuentran a una distancia de 21,66 km. Este puerto está dentro de la sierra de la Morcuera, una alineación montañosa perteneciente a la sierra de Guadarrama.
El recorrido desde el sur comienza a 1200 m de altitud en Miraflores de la Sierra. Se suben aproximadamente 600 metros desde Miraflores hasta lo alto del puerto en unos 10 kilómetros, con una pendiente media entre el 4-6 %. Una vez en la cima, hay 13 km de bajada con una pendiente media entre el 4,5 al 7 % para llegar a Rascafría a 1150 metros. Aproximadamente un 40 % del recorrido se hace a más de 1500 metros y en ningún momento la altitud es inferior a los 1000 metros.

## Situación
Desde el puerto puede observarse, hacia el sur, la llanura madrileña, y hacia el resto, bellas vistas de las montañas, apreciándose cascadas que forman los arroyos que provienen de la alta montaña y picos de más de 2000 metros, como las Cabezas de Hierro y La Najarra.

## Vegetación

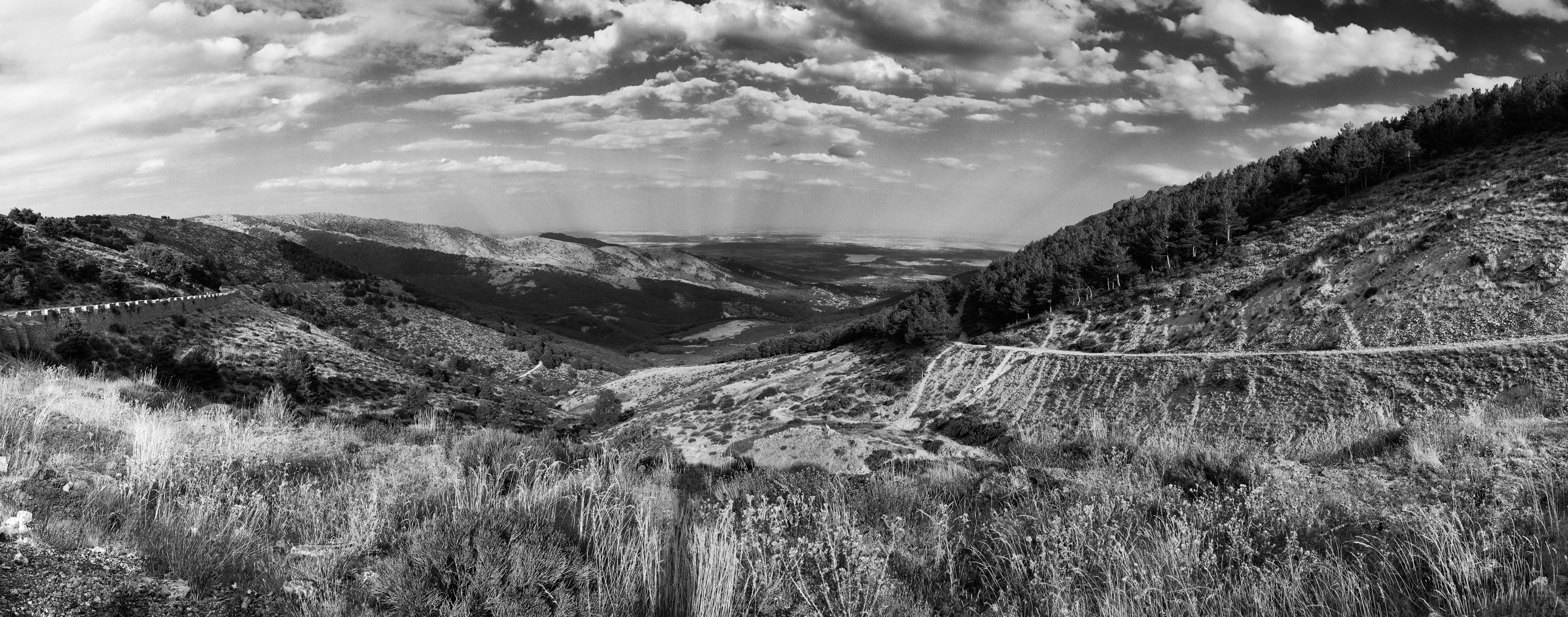
Puerto de la Morcuera.

Con una pluviosidad que supera los 1000 l/m² anuales, la vegetación tiene muchos matorrales subseriales, pinares, melojares, incluso algún hayedo muy pequeño y aislado. En las zonas bajas abundan los pinares y en menor medida encinares.